# Ecuación diferencial de Bernoulli
La ecuación diferencial de Bernoulli es una ecuación diferencial ordinaria de primer orden, formulada por Jacob Bernoulli. Esta ecuación fue transformada, por Gottfried Leibniz en 1693 y por Johann Bernoulli en 1697, en una ecuación diferencial lineal de primer orden mediante el cambio de variable {\displaystyle y^{1-\alpha }=v}, esta ecuación es de la forma 
{\displaystyle {\frac {dy}{dx}}+P(x)y=Q(x)y^{\alpha }}
donde {\displaystyle P(x)} y  {\displaystyle Q(x)} son funciones continuas en un intervalo abierto {\displaystyle (a,b)\subseteq \mathbb {R} } con {\displaystyle \alpha \in \mathbb {R} }.

## Solución

### Caso general (α≠0,1{\displaystyle \alpha \neq 0,1})
Dividimos la ecuación diferencial entre {\displaystyle y^{\alpha }} y obtenemos
{\displaystyle {\frac {1}{y^{\alpha }}}{\frac {dy}{dx}}+P(x)\;{\frac {y}{y^{\alpha }}}=Q(x)}
o, equivalentemente
{\displaystyle {\frac {1}{y^{\alpha }}}{\frac {dy}{dx}}+P(x)y^{1-\alpha }=Q(x)}
Definiendo {\displaystyle z=y^{1-\alpha }} obtenemos las igualdades
{\displaystyle {\begin{aligned}{\frac {dz}{dx}}&=(1-\alpha )y^{-\alpha }{\frac {dy}{dx}}={\frac {1-\alpha }{y^{\alpha }}}{\frac {dy}{dx}}\end{aligned}}}
o
{\displaystyle {\frac {1}{1-\alpha }}{\frac {dz}{dx}}={\frac {1}{y^{\alpha }}}{\frac {dy}{dx}}}
Reemplazando en la ecuación diferencial
{\displaystyle {\frac {1}{1-\alpha }}{\frac {dz}{dx}}+P(x)z=Q(x)}
{\displaystyle {\frac {dz}{dx}}+(1-\alpha )P(x)z=(1-\alpha )Q(x)}
Ecuación que resulta ser una ecuación diferencial lineal cuya solución está dada por
{\displaystyle z=e^{-(1-\alpha )\int P(x)dx}\left(\int e^{(1-\alpha )\int P(x)dx}(1-\alpha )Q(x)dx+C\right)}
donde {\displaystyle C\in \mathbb {R} } es una constante arbitraria, como {\displaystyle z=y^{1-\alpha }} entonces
{\displaystyle y^{1-\alpha }=e^{-(1-\alpha )\int P(x)dx}\left((1-\alpha )\int e^{(1-\alpha )\int P(x)dx}Q(x)dx+C\right)}
Finalmente 
{\displaystyle y={\sqrt[{1-\alpha }]{e^{-(1-\alpha )\int P(x)dx}\left((1-\alpha )\int e^{(1-\alpha )\int P(x)dx}Q(x)dx+C\right)}}}
{\displaystyle y=e^{-\int P(x)dx}\left[{\sqrt[{1-\alpha }]{(1-\alpha )\int e^{(1-\alpha )\int P(x)dx}Q(x)dx+C}}\right]}

### Casos particulares
Cuando {\displaystyle \alpha =0} entonces la ecuación 
{\displaystyle {\frac {dy}{dx}}+P(x)y=Q(x)y^{\alpha }}
se reduce a la ecuación
{\displaystyle {\frac {dy}{dx}}+P(x)y=Q(x)}
cuya solución está dada por
{\displaystyle y=e^{-\int P(x)dx}\left(\int Q(x)e^{\int P(x)dx}dx+C\right)}
Cuando {\displaystyle \alpha =1} entonces la ecuación 
{\displaystyle {\frac {dy}{dx}}+P(x)y=Q(x)y^{\alpha }}
se reduce a 
{\displaystyle {\frac {dy}{dx}}+P(x)y=Q(x)y}
que puede resolverse mediante variables separables, dicha solución está dada por
{\displaystyle \ln y=\int (Q(x)-P(x))dx+C}

## Ejemplo
Para resolver la ecuación:

(*){\displaystyle \qquad xy'+y=x^{4}y^{3}}

Se hace el cambio de variable {\displaystyle z=y^{-2}\;}, que introducido en (*) da simplemente:

(**){\displaystyle y^{2}={\frac {1}{z}}\Rightarrow 2yy'=-{\frac {1}{z^{2}}}z'}

Multiplicando la ecuación anterior por el factor: {\displaystyle {\frac {2y}{x}};} se llega a:

{\displaystyle \qquad 2yy'+{\frac {2}{x}}y^{2}=2x^{3}y^{4}}

Si se sustituye (**) en la última expresión y operando:

{\displaystyle -{\frac {z'}{z^{2}}}+{\frac {2}{x}}{\frac {1}{z}}={\frac {2x^{3}}{z^{2}}}\quad \Rightarrow \quad z'-{\frac {2z}{x}}=-2x^{3}}

Que es una ecuación diferencial lineal que puede resolverse fácilmente. Primeramente se calcula el factor integrante típico de la ecuación de Bernouilli:

{\displaystyle e^{\int P(x)dx}=e^{\int -{\frac {2}{x}}dx}=e^{-2\ln(x)}={\frac {1}{x^{2}}}}

Y se resuelve ahora la ecuación:

{\displaystyle \left({\frac {z}{x^{2}}}\right)'=-2x^{3}{\frac {1}{x^{2}}}=-2x\qquad {\frac {z}{x^{2}}}=\int {-2xdx}=-2\int {xdx}=-2{\frac {x^{2}}{2}}+C_{1}=-x^{2}+C_{1}}

Deshaciendo ahora el cambio de variable:

{\displaystyle {\frac {z}{x^{2}}}=-x^{2}+C_{1}\quad \Rightarrow \quad z=C_{1}x^{2}-x^{4}}

Teniendo en cuenta que el cambio que hicimos fue {\displaystyle z=y^{-2}\;}:

{\displaystyle {\frac {1}{y(x)^{2}}}=C_{1}x^{2}-x^{4}\quad \Rightarrow \quad y(x)={\frac {\pm 1}{\sqrt {C_{1}x^{2}-x^{4}}}}}